# Try Honesty
Try Honesty è un singolo del gruppo musicale canadese Billy Talent, pubblicato nel 2003 ed estratto dall'album Billy Talent.

## Video
Il videoclip della canzone è stato diretto da Sean Michael Turrell e girato a Whitby (Ontario).

## Formazione
- Benjamin Kowalewicz - voce
- Ian D'Sa - chitarra
- Jonathan Gallant - basso
- Aaron Solowoniuk - batteria